# Radialhufendorf
Ein Radialhufendorf, eine Siedlungsform, ist ein Reihendorf, dessen Charakteristikum die von den Bauernhöfen sternförmig ausgehenden Fluren sind.
Während beispielsweise das Rundangerdorf die kreisförmige Anlage von Gebäuden um einen inneren Platz betont, hat ein Radialhufendorf hinter jedem Urhof den dazugehörigen Besitz an Fluren in Form eines Kreissektors. Typisiert schließen sich durch Rodung entstandene Fluren mit Äckern, Wiesen oder Weiden bis zum Waldrand oder zur nächsten Ortschaft an einen Bereich von Garten und Obstbäumen an. Mit zunehmender Entfernung vom Dorf gewinnen die Fluren an Breite. Oft lässt sich diese Grundstruktur trotz der weiteren Entwicklung eines Dorfes mit Erbteilungen oder Besitzwechseln noch erkennen oder rekonstruieren.
Der Ort Wüstenbrunn, heute Ortsteil von Rehau wurde beispielsweise als Radialhufendorf gegründet. Benötigte Nutzflächen entstanden durch Rodung. Während die Ortsentstehung aus der heutigen Besiedlung kaum noch erkennbar ist, ist sie auf der Bayerischen Uraufnahme aus der Mitte des 19. Jahrhunderts noch klar ersichtlich.